# Iglesia de San Juan Bautista (Artana)
La iglesia parroquial de San Juan Bautista de Artana, comarca de la Plana Baja, Castellón, es un lugar de culto católico situado en la plaza de la Iglesia del mencionado municipio. Datado de los siglos XIX y XX, presenta una declaración genérica como Bien de Relevancia Local según la Disposición Adicional Quinta de la Ley 5/2007, de 9 de febrero, de la Generalitat, de modificación de la Ley 4/1998, de 11 de junio, del Patrimonio Cultural Valenciano (DOCV Núm. 5.449 / 13/02/2007), con código identificativo como Patrimonio de la Generalitat Valenciana número: 12.06.016-002.

## Descripción histórico-artística
La iglesia se edificó a partir del siglo XIX sobre los restos de un templo anterior que, a su vez, ocupaban el mismo espacio donde, probablemente (en el Museo Parroquial se encuentra una lápida musulmana, que estaba ubicada en la antigua iglesia en la que hay una inscripción que dice: “Esta piedra la alzó el valeroso Alí Zobei. Dios es Alá y Mahoma su profeta."; de ahí la suposición de la existencia de una mezquita en este enclave) , antaño se elevó una mezquita medieval.

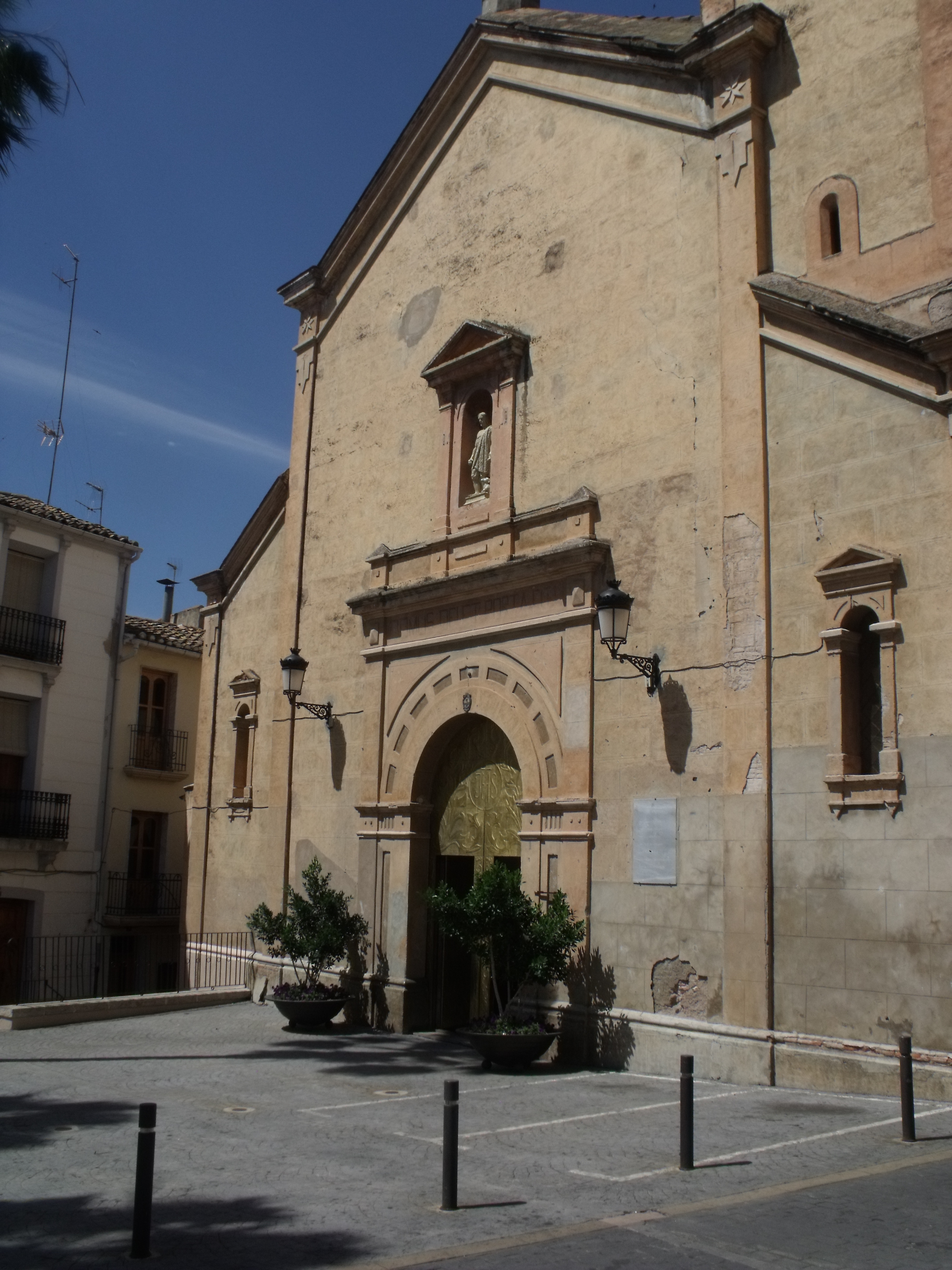
Detalle de la puerta de acceso.
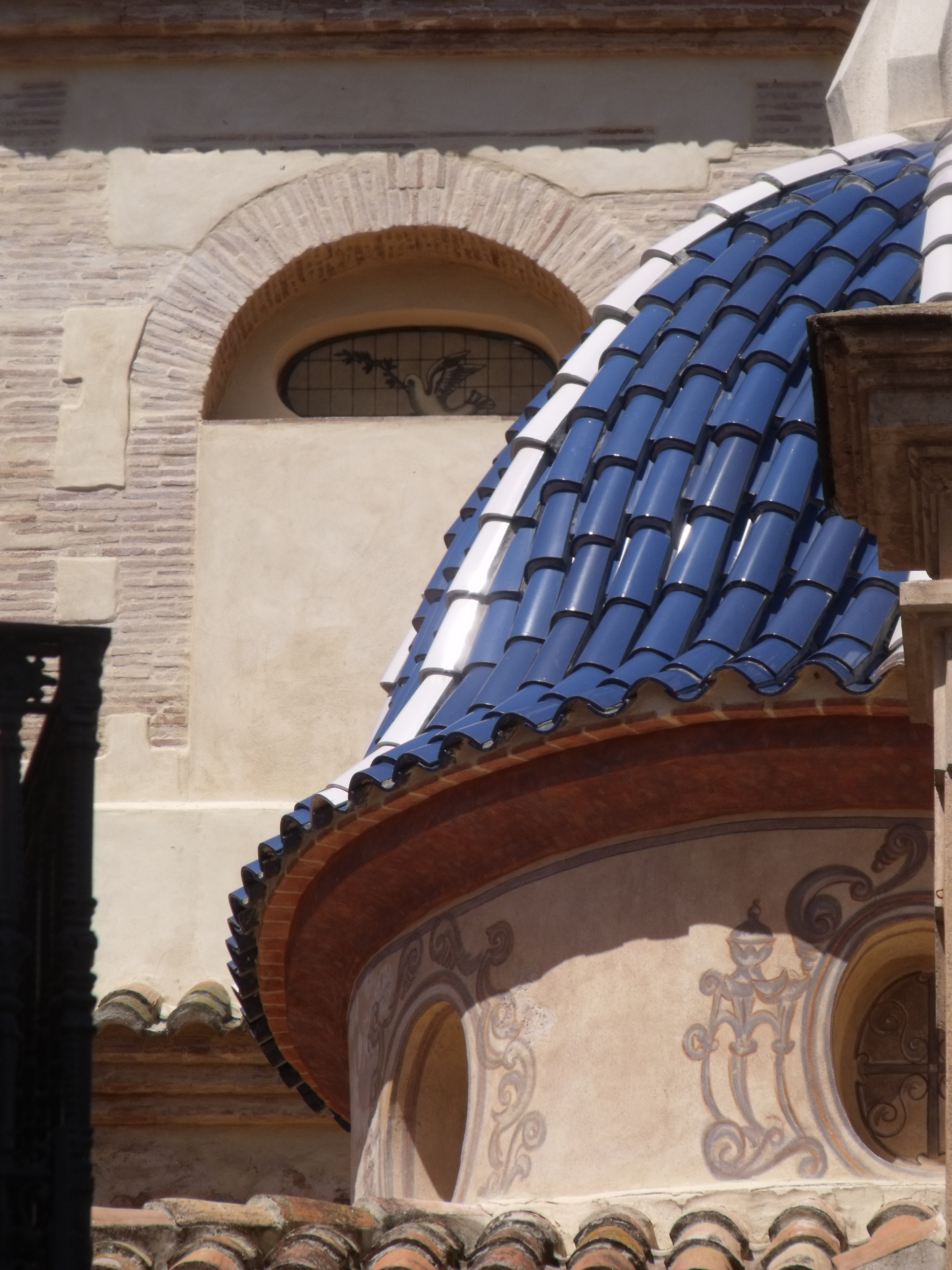
Detalle cúpula capilla lateral.
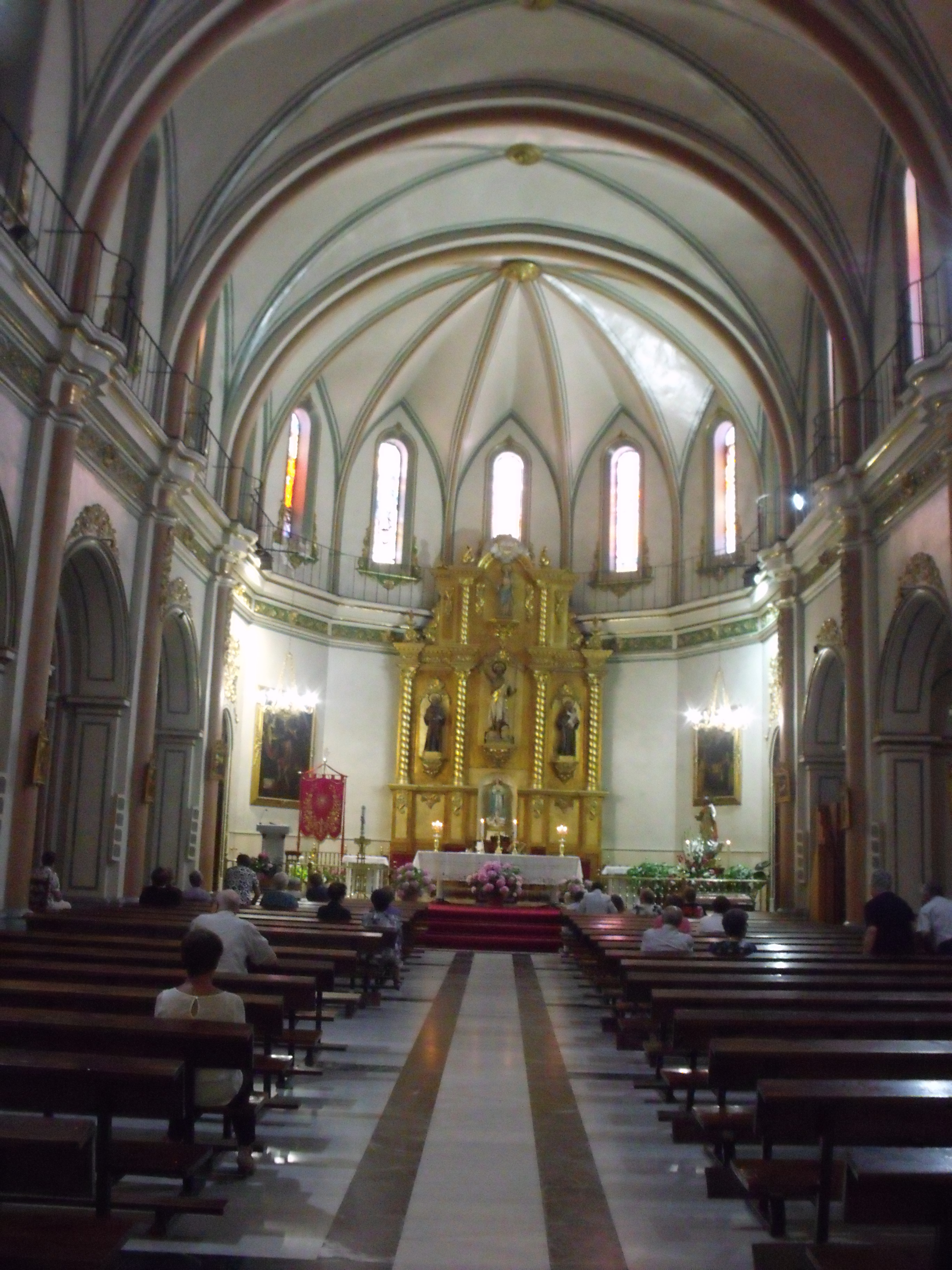
Nave central y presbiterio al fondo.
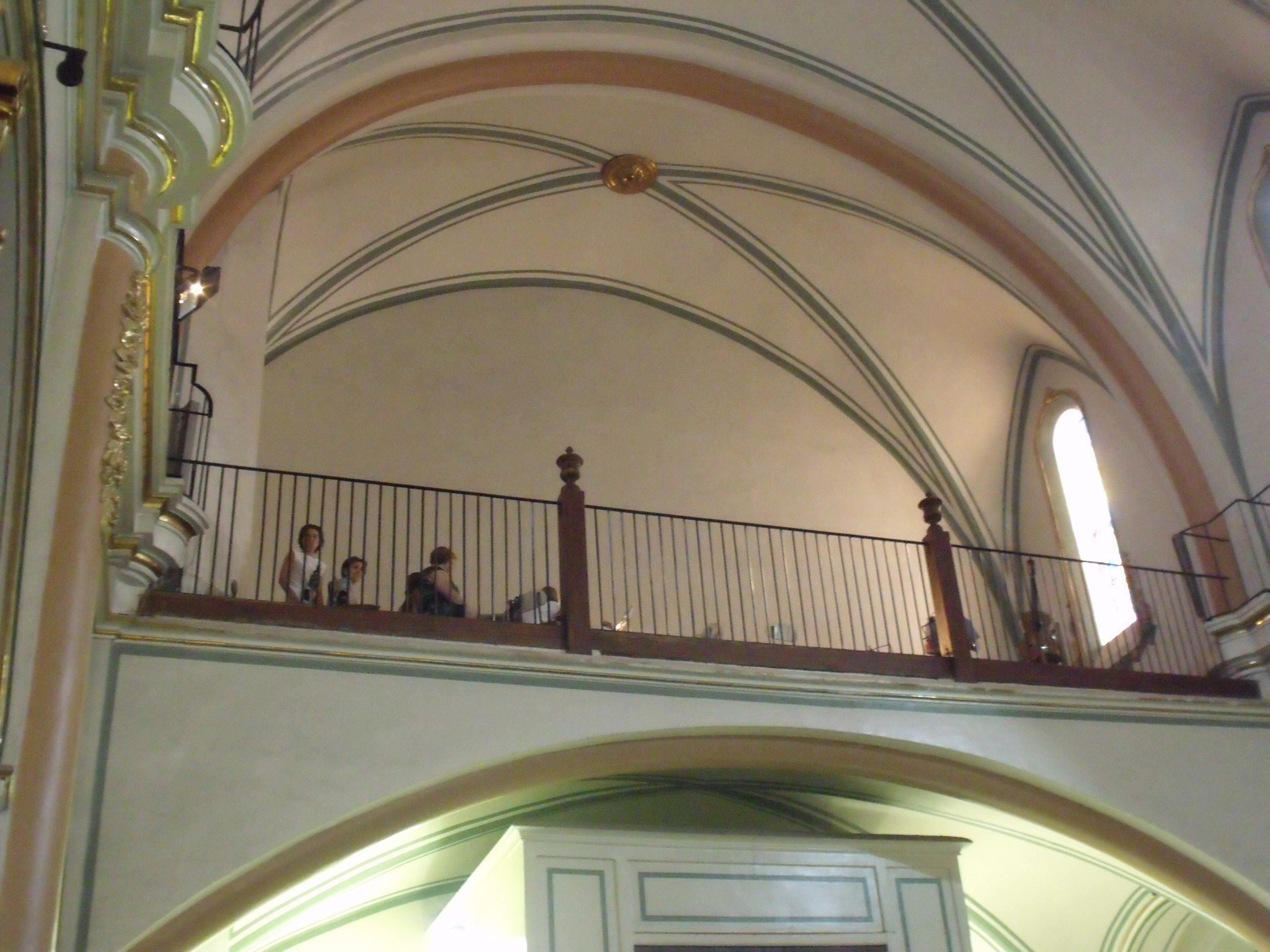
Coro alto a los pies de la planta.

La Iglesia presenta planta de nave única y capillas laterales entre contrafuertes, seis en total. A los pies de la planta se eleva el coro alto. La nave central se cubre con bóveda de crucería, con lunetos, decorada con estucos florales dorados. Por su parte la zona del presbiterio se cubre con bóveda estrellada. La mayor parte de la decoración interior del templo se debe ya a artistas de principios del siglo XX. 
Interiormente cabe destacar algunos de sus lienzos, de entre los que sobresale, por sus particularidades iconográficas (con gran riqueza a iconografía carmelitana), el titulado: La Virgen entregando el escapulario a San Simón Stock en presencia de Santa Teresa de Jesús; de autor desconocido, que se ubica en el presbiterio del templo en el lado de la epístola.

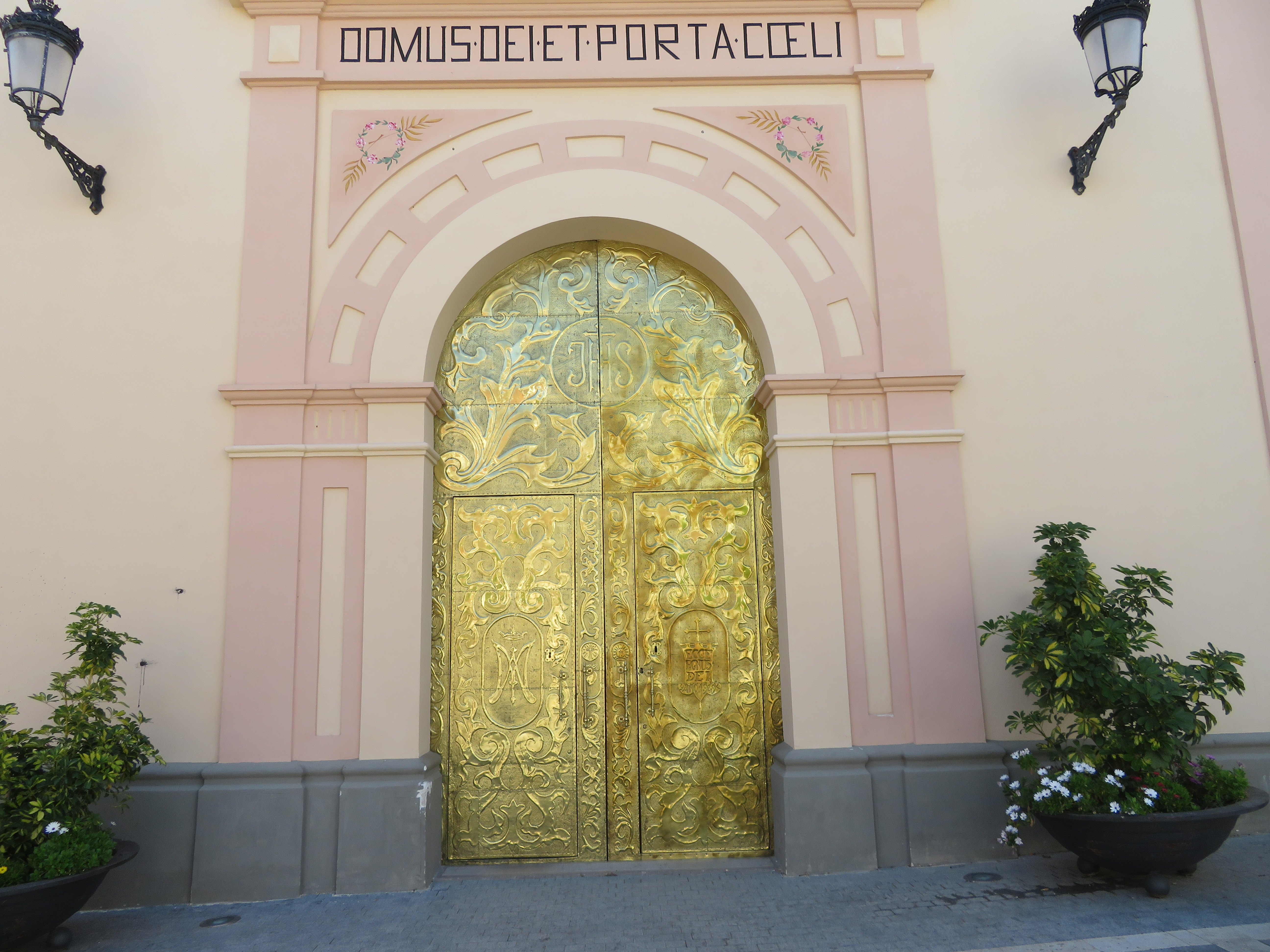
Magnífica puerta dorada de la iglesia parroquial de San Juan Bautista de Artana, repujada por dos herreros hermanos de la localidad.

Además, en el interior de la iglesia se conserva uno de los cuadros más destacados del pintor castellonense del siglo XIX, Bernardo Mondina Milallave, el titulado:Degollación de San Juan Bautista, con fecha de 1862.
En el año 2006 se procedió a la rehabilitación de las cúpulas de las capillas laterales, cambiando las tejas esmaltadas de color azul cobalto y blancas, que estaban estropeadas por otras en perfecto estado.